# Anachemmis aalbui
Anachemmis aalbui is een spinnensoort uit de familie Tengellidae. De soort komt voor in de Verenigde Staten.